# Papy Djilobodji
El Hadji Mison Boncur Djilobodji, dit Papy Djilobodji,  né le 1er décembre 1988 à Kaolack (Sénégal), est un footballeur international sénégalais. Il évolue au poste de défenseur central au Sarıyer SK.

## Biographie

### Carrière en club
Papy Djilobodji commence sa carrière à 17 ans à l'ASC Saloum, au Sénégal. Il quitte le Sénégal à 19 ans pour venir jouer en Europe. Il effectue des essais à la Lazio Rome, au Sherrif Tiraspol et au LOSC, chaque fois sans résultats.
Papy Djilobodji rejoint alors le club de Moissy-Cramayel en région parisienne, qui évolue en CFA. Au bout de deux journées, le joueur attire l’intérêt de nombreux clubs de Ligue 1 et de Ligue 2 comme Dijon qui tente de le faire signer immédiatement.
En décembre 2009, il signe au FC Nantes en Ligue 2. Désormais titulaire au sein de la charnière centrale du FC Nantes après des débuts compliqués au poste de milieu défensif, il s'est imposé comme un des meilleurs défenseurs de Ligue 2, permettant au FC Nantes de remonter en Ligue 1 à l'issue de la saison 2012-2013. Le 28 décembre 2012 il prolonge son contrat avec le FC Nantes jusqu'en 2016.
Le 1er septembre 2015, il est transféré à Chelsea pour un montant d'environ 3,5 millions d'euros. Mais le joueur ne fait qu'une seule apparition avec son nouveau club en rentrant à la 90e minute contre Walsall en League Cup. Il est donc prêté au Werder Brême pour 400 000 €.
Après un prêt concluant du côte du Werder Brême, Chelsea décide de céder Djilobodji à Sunderland durant le mercato estival de 2016 pour un montant d'environ 9,5 millions d'euros.
Le 31 août 2017, il est prêté au Dijon Football Côte-d'Or pour une saison.
Le 31 décembre 2018, libre de tout contrat, il s'engage pour six mois avec l'En avant Guingamp.
Le 22 juillet 2019, libre de tout contrat après sa pige de six mois à Guingamp, Djilobodji s'engage pour trois ans avec Gaziantep FK, promu en D1 turque.

### Carrière en sélection
Le 31 juillet 2013, il est appelé pour la première fois en sélection nationale du Sénégal en compagnie de son coéquipier Issa Cissokho en vue d'un match amical face à la Zambie. 
Le 14 août 2013, il honore ainsi sa première sélection avec l'équipe nationale sénégalaise face à la Zambie (1-1). 
Le sélectionneur national Alain Giresse le convoque pour la Coupe d'Afrique des nations 2015.

## Statistiques
| Saison                | Club                  | Championnat           | Championnat | Championnat | Coupe nationale | Coupe nationale | Coupe de la Ligue | Coupe de la Ligue | Supercoupe | Supercoupe | Compétition(s) continentale(s) | Compétition(s) continentale(s) | Compétition(s) continentale(s) | Total | Total |
| Saison                | Club                  | Division              | M.          | B.          | M.              | B.              | M.                | B.                | M.         | B.         | Comp.                          | M.                             | B.                             | M.    | B.    |
| 2009–2010             | FC Nantes             | Ligue 2               | 13          | 0           | -               | -               | -                 | -                 | -          | -          | -                              | -                              | -                              | 13    | 0     |
| 2010–2011             | FC Nantes             | Ligue 2               | 27          | 2           | 3               | 0               | 1                 | 0                 | -          | -          | -                              | -                              | -                              | 31    | 2     |
| 2011–2012             | FC Nantes             | Ligue 2               | 36          | 4           | 2               | 0               | 3                 | 0                 | -          | -          | -                              | -                              | -                              | 41    | 4     |
| 2012–2013             | FC Nantes             | Ligue 2               | 36          | 0           | 2               | 0               | 1                 | 0                 | -          | -          | -                              | -                              | -                              | 39    | 0     |
| 2013–2014             | FC Nantes             | Ligue 1               | 28          | 3           | 1               | 0               | 1                 | 0                 | -          | -          | -                              | -                              | -                              | 30    | 3     |
| 2014–2015             | FC Nantes             | Ligue 1               | 31          | 0           | 1               | 0               | 1                 | 0                 | -          | -          | -                              | -                              | -                              | 33    | 0     |
| Sous-total            | Sous-total            | Sous-total            | 171         | 9           | 9               | 0               | 7                 | 0                 | -          | -          | -                              | -                              | -                              | 187   | 9     |
| 2015–2016             | Chelsea FC            | Premier League        | -           | -           | -               | -               | 1                 | 0                 | -          | -          | C1                             | -                              | -                              | 1     | 0     |
| 2015–2016             | Werder Brême (prêt)   | Bundesliga            | 14          | 2           | 2               | 0               | -                 | -                 | -          | -          | -                              | -                              | -                              | 16    | 2     |
| 2016–2017             | Sunderland FC         | Premier League        | 18          | 0           | 2               | 0               | 3                 | 0                 | -          | -          | -                              | -                              | -                              | 23    | 0     |
| 2017–2018             | Sunderland FC         | Championship          | -           | -           | -               | -               | 1                 | 0                 | -          | -          | -                              | -                              | -                              | 1     | 0     |
| Sous-total            | Sous-total            | Sous-total            | 18          | 0           | 2               | 0               | 4                 | 0                 | -          | -          | -                              | -                              | -                              | 24    | 0     |
| 2017–2018             | Dijon FCO (prêt)      | Ligue 1               | 30          | 0           | 1               | 1               | -                 | -                 | -          | -          | -                              | -                              | -                              | 31    | 1     |
| 2018–2019             | EA Guingamp           | Ligue 1               | 4           | 0           | 1               | 1               | -                 | -                 | -          | -          | -                              | -                              | -                              | 5     | 1     |
| 2019-2020             | Gaziantep FK          | Süper Lig             | 33          | 6           | 3               | 0               | -                 | -                 | -          | -          | -                              | -                              | -                              | 36    | 6     |
| 2020-2021             | Gaziantep FK          | Süper Lig             | 36          | 2           | 2               | 0               | -                 | -                 | -          | -          | -                              | -                              | -                              | 38    | 2     |
| 2021-2022             | Gaziantep FK          | Süper Lig             | 31          | 5           | 3               | 1               | -                 | -                 | -          | -          | -                              | -                              | -                              | 34    | 6     |
| 2022-2023             | Gaziantep FK          | Süper Lig             | 19          | 1           | 2               | 0               | -                 | -                 | -          | -          | -                              | -                              | -                              | 21    | 1     |
| 2023-2024             | Gaziantep FK          | Süper Lig             | 34          | 3           | 3               | 1               | -                 | -                 | -          | -          | -                              | -                              | -                              | 37    | 4     |
| Sous-total            | Sous-total            | Sous-total            | 153         | 17          | 13              | 2               | -                 | -                 | -          | -          | -                              | -                              | -                              | 166   | 19    |
| 2023-2024             | Kasımpaşa SK          | Süper Lig             | 10          | 1           | -               | -               | -                 | -                 | -          | -          | -                              | -                              | -                              | 10    | 1     |
| 2024-2025             | Fatih Karagümrük SK   | 1.Lig                 | 35          | 2           | 1               | 0               | -                 | -                 | -          | -          | -                              | -                              | -                              | 36    | 2     |
| 2025-2026             | Sarıyer SK            | 1.Lig                 | 2           | 0           | -               | -               | -                 | -                 | -          | -          | -                              | -                              | -                              | 2     | 0     |
| Total sur la carrière | Total sur la carrière | Total sur la carrière | 437         | 31          | 29              | 4               | 12                | 0                 | -          | -          | -                              | -                              | -                              | 478   | 35    |

## Palmarès
EA Guingamp
- Finaliste de la Coupe de la Ligue 2018-2019